# Zmijak
Zmijak (murava, turutva; lat. Scorzonera), veoma rasprostranjen biljni rod iz porodice glavočika kojemu pripada preko 108 vrstatrajnica. Rod je raširen po gotovo čitavoj Euroaziji i sjevernoj Africi.
U Hrvatskoj je zabilježeno nekoliko vrsta: Sivi politovac (Scorzonera cana), krpasti politovac (Scorzonera laciniata), austrijski zmijak (S. austriaca), španjolski zmijak (S. hispanica), niska murava (S. humilis), sitnocvjetna murava (S. parviflora).
Nekada su uključivani također u ovaj rod dlakava murava (Gelasia hirsuta), i dugodlakava murava (G. villosa) u rodu gelazija (Gelasia).

## Vrste
1. Scorzonera acanthoclada Franch.
2. Scorzonera acuminata Boiss. & Balansa
3. Scorzonera adilii A.Duran
4. Scorzonera ahmet-duranii Makbul & Coşkunç.
5. Scorzonera aksekiensis A.Duran & M.Öztürk
6. Scorzonera alaica Lipsch.
7. Scorzonera alba R.R.Stewart
8. Scorzonera albertoregelia C.Winkl.
9. Scorzonera albicaulis Bunge
10. Scorzonera alpigena (K.Koch) Grossh.
11. Scorzonera amasiana Hausskn. & Bornm.
12. Scorzonera angustifolia L.
13. Scorzonera aniana N.Kilian
14. Scorzonera argyrea Boiss.
15. Scorzonera aristata Ramond ex DC.
16. Scorzonera armeniaca (Boiss. & A.Huet) Boiss.
17. Scorzonera bicolor Freyn & Sint.
18. Scorzonera boissieri Lipsch.
19. Scorzonera bracteosa C.Winkl.
20. Scorzonera bungei Krasch. & Lipsch.
21. Scorzonera bupleurifolia Pouzolz ex Timb.-Lagr. & Jeanb.
22. Scorzonera calcitrapifolia Vahl
23. Scorzonera cana (C.A.Mey.) Hoffm.
24. Scorzonera charadzae Papava
25. Scorzonera coriacea A.Duran & Aksoy
26. Scorzonera crassicaulis Rech.f.
27. Scorzonera curvata (Popl.) Lipsch.
28. Scorzonera dianthoides (Lipsch. & Krasch.) Lipsch.
29. Scorzonera drarii V.Tackh.
30. Scorzonera ekimii A.Duran
31. Scorzonera ferganica Krasch.
32. Scorzonera fistulosa Brot.
33. Scorzonera flaccida Rech.f.
34. Scorzonera franchetii Lipsch.
35. Scorzonera gageoides Boiss.
36. Scorzonera glabra Rupr.
37. Scorzonera gokcheoglui Ünal & Göktürk
38. Scorzonera gorovanica Nazarova
39. Scorzonera grigoraschvilii (Sosn.) Lipsch.
40. Scorzonera grossheimii Lipsch. & Vassilcz.
41. Scorzonera grubovii Lipsch.
42. Scorzonera helodes Rech.f.
43. Scorzonera hondae Kitam.
44. Scorzonera humilis L.
45. Scorzonera idae (Sosn.) Lipsch.
46. Scorzonera iliensis Krasch.
47. Scorzonera isophylla Post
48. Scorzonera ispahanica Boiss.
49. Scorzonera joharchii S.R.Safavi
50. Scorzonera karabelensis Parolly & N.Kilian
51. Scorzonera karkasensis Safavi
52. Scorzonera kirpicznikovii Lipsch.
53. Scorzonera kozlowskyi Sosn. ex Grossh.
54. Scorzonera kurtii Yild.
55. Scorzonera lacera Boiss. & Balansa
56. Scorzonera lachnostegia (Woronow) Lipsch.
57. Scorzonera laciniata L.
58. Scorzonera limnophila Boiss.
59. Scorzonera lindbergii Rech.f.
60. Scorzonera luntaiensis C.Shih
61. Scorzonera mariovoensis Micevski
62. Scorzonera meshhedensis (Rech.f.) Rech.f.
63. Scorzonera meyeri (K.Koch) Lipsch.
64. Scorzonera microcalathia (Rech.f.) Rech.f.
65. Scorzonera nivalis Boiss. & Hausskn.
66. Scorzonera pacis Güzel, Kayikçi & S.Yildiz
67. Scorzonera pamirica C.Shih
68. Scorzonera paradoxa Fisch. & C.A.Mey. ex DC.
69. Scorzonera parviflora Jacq.
70. Scorzonera persepolitana Boiss.
71. Scorzonera persica Boiss. & Buhse
72. Scorzonera petrovii Lipsch.
73. Scorzonera pratorum (Krasch.) Stankov
74. Scorzonera pulchra Lomak.
75. Scorzonera purpurea L.
76. Scorzonera racemosa Franch.
77. Scorzonera radiata Fisch. ex Ledeb.
78. Scorzonera radicosa Boiss.
79. Scorzonera renzii Rech.f.
80. Scorzonera rosea Waldst. & Kit.
81. Scorzonera rupicola Hausskn.
82. Scorzonera safievii Grossh.
83. Scorzonera schischkinii Lipsch. & Vassilcz.
84. Scorzonera schweinfurthii Boiss.
85. Scorzonera scopariiformis Lipsch.
86. Scorzonera scyria M.A.Gust. & Snogerup
87. Scorzonera sericeolanata (Bunge) Krasch. & Lipsch.
88. Scorzonera serpentinica Rech.f.
89. Scorzonera sinensis (Lipsch. & Krasch.) Nakai
90. Scorzonera songorica (Kar. & Kir.) Lipsch. & Vassilcz.
91. Scorzonera subaphylla Boiss.
92. Scorzonera sublanata Lipsch.
93. Scorzonera tadshikorum Krasch. & Lipsch.
94. Scorzonera tragopogonoides Regel & Schmalh.
95. Scorzonera transiliensis Popov
96. Scorzonera tuberculata J.Thiébaut
97. Scorzonera tunicata Rech.f. & Köie
98. Scorzonera turkestanica Franch.
99. Scorzonera tuzgoluensis A.Duran, B.Dogan & Makbul
100. Scorzonera vavilovii Kult.
101. Scorzonera veratrifolia Fenzl
102. Scorzonera verrucosa Boiss.
103. Scorzonera virgata DC.
104. Scorzonera wendelboi Rech.f.
105. Scorzonera xylobasis Rech.f.
106. Scorzonera yemensis Podlech
107. Scorzonera yildirimlii A.Duran & Hamzaoglu
108. Scorzonera zorkunensis Coşkunç. & Makbul